# 加害者
加害者（かがいしゃ）とは、他人に対する加害行為を行った者をいう。個人間のいじめ、各種ハラスメント、犯罪、事故から、公害などの社会問題、さらには差別、戦争、植民地支配といった国際的な人権・歴史問題を含め、様々な局面で使われる。加害を受けた者は被害者という。

## 日本国内法での加害者
民法学では、不法行為を行った者を加害者と呼ぶ場合がある。民法724条に加害者という文言が現れる。交通事故の場面では、けがをさせた側の者を指し（一般に運転者）、この場合において「被害者」よりも過失が小さくても、加害者という言葉を用いられ、両者がけがをした場合などは両者が被害者兼加害者という場合もある。
刑法学では、犯罪を行った者を「行為者」と呼ぶことが多く、加害者という言葉は余り用いられない。
刑事訴訟ないし刑事訴訟法においては、犯罪を行った者を犯人や犯罪者と呼ぶ。ただし、加害者と犯罪者は必ずしも一致しない。加害行為を行っても有罪が確定しなければ推定無罪の原則により加害者であっても犯罪者ではないし、逆に、賭博のような被害者なき犯罪の場合は犯罪者であっても加害者ではない。

### 加害者家族の問題
犯罪事件で「加害者」と疑われる人物が特定されると、犯罪に関与していないその家族も白眼視や嫌がらせを受けることが多い。失職、転居や自殺に追い込まれるケースも目立つ。NPO法人World Open Heartや山形県弁護士会のように加害者家族を支援する動きも出ている。

## 研究
プロファイリング、Perpetrator studiesなどによって研究が行われている。
あおり運転の加害者は、大半が男性で、年齢は30代以上、高級車で社会階級が高いほど行う傾向がある。